# Gare de Pignans
Gare de Pignans vasútállomás Franciaországban, Pignans településen.

## Vasútvonalak
Az állomást az alábbi vasútvonalak érintik:
- Marseille–Ventimiglia-vasútvonal

## Kapcsolódó állomások
A vasútállomáshoz az alábbi állomások vannak a legközelebb:
- Gare de Gonfaron
- Gare de Carnoules